# TV6 (Österreich)
TV6 war ein österreichischer Erotiksender, der sein Fernsehprogramm unter dem Motto erotikfernsehen nonstop ausgestrahlt hat. Sendestart des Fernsehsenders war der 1. September 2003. Betrieben wurde das Spartenprogramm von der X-Gate Multimedia Broadcasting GmbH mit Sitz in Linz, Oberösterreich.

## Programmgestaltung
Anfangs strahlte TV6 in den Nachtstunden ohne Jugendschutzvorkehrungen pornografische Inhalte aus. Der größte Teil des Programms wurde aus dem Linzer Tabledanceclub Sex-O-Drom produziert. Unter anderem waren regelmäßig Peepshows zu sehen.

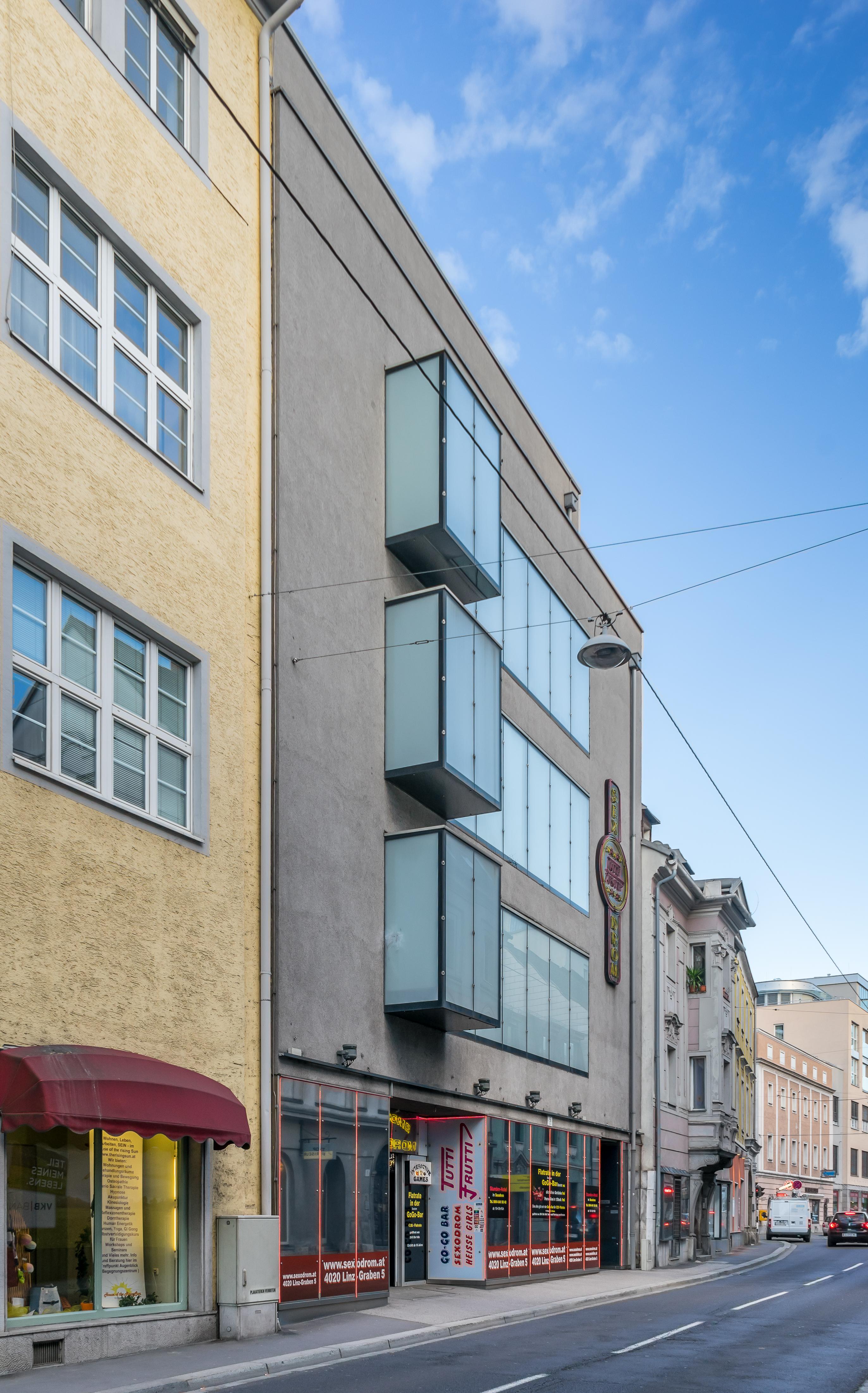
Fassade des Sex-O-Drom

Durch eine Änderung der Minderjährigenschutzbestimmungen des österreichischen Privatfernsehgesetzes (PrTV-G) wurde allerdings eine Änderung der frei empfangbaren Programminhalte notwendig. Pornografie wurde seitdem in den Nachtstunden nur noch in BISS verschlüsselt gesendet. Zur Entschlüsselung war die kostenpflichtige TV6 Erotikbox notwendig. Tagsüber blieb der Sender unverschlüsselt. Ausgestrahlt wurden Call-in-Shows, Softcore-Erotikclips und Dauerwerbesendungen.
Der Fernsehsender erhielt auch durch die eher eigenwillige Moderationstechnik von Peter Stolz, auch bekannt als Peter S., einem Miteigentümer der X-Gate Multimedia Broadcasting GmbH, eine besondere Note.

## Ende des Sendebetriebs
Auf Grund finanzieller Schwierigkeiten wurde die Ausstrahlung über die Fernsehsatelliten Astra 1H und Astra 3A am 15. August 2005 eingestellt und nach mehrwöchiger Pause am 22. September 2005 unter dem Namen TV6 International über die Satelliten Hot Bird 6 und Telecom 2D wieder aufgenommen.
Nach ungefähr 20 Stunden Sendezeit wurde allerdings die Übertragung am 23. September 2005 gegen 16:00 Uhr wieder eingestellt. Es hielt sich hartnäckig das Gerücht, dass die Abschaltung durch eine einstweilige Verfügung der Oberösterreichischen Landesregierung erwirkt wurde, die angeblich in der pornografischen Gestaltung des Programms begründet lag. Seit dem Relaunch wurde nämlich wieder tagsüber unverschlüsselt und somit auch für Minderjährige frei zugänglich Pornografie ausgestrahlt.

## Insolvenz der Trägergesellschaft
Aus der Insolvenzdatei des Landgerichts Linz mit dem Aktenzeichen 12 S 41/05z ist ersichtlich, dass mit Beschluss vom 19. Oktober 2005 die Schließung des Unternehmens X-Gate Multimedia Broadcasting GmbH angeordnet wurde. Der Bankrott wurde bereits am 21. April 2005 bekannt gemacht. Im Geschäftsjahr 2004 konnte der Fernsehsender einen Umsatz von 1,87 Millionen Euro verbuchen. Allerdings lagen allein die Fixkosten für Satellitennutzung und Personal bei rund 1,41 Millionen Euro jährlich. Am Ende beliefen sich die Schulden des Unternehmens auf insgesamt 2,65 Millionen Euro.